# NGC 5846
NGC 5846 (другие обозначения — UGC 9706, MCG 0-38-25, ZWG 20.61, PGC 53932) — эллиптическая галактика (E) в созвездии Дева.
Этот объект входит в число перечисленных в оригинальной редакции «Нового общего каталога».